# Empire Stadium (Gżira)

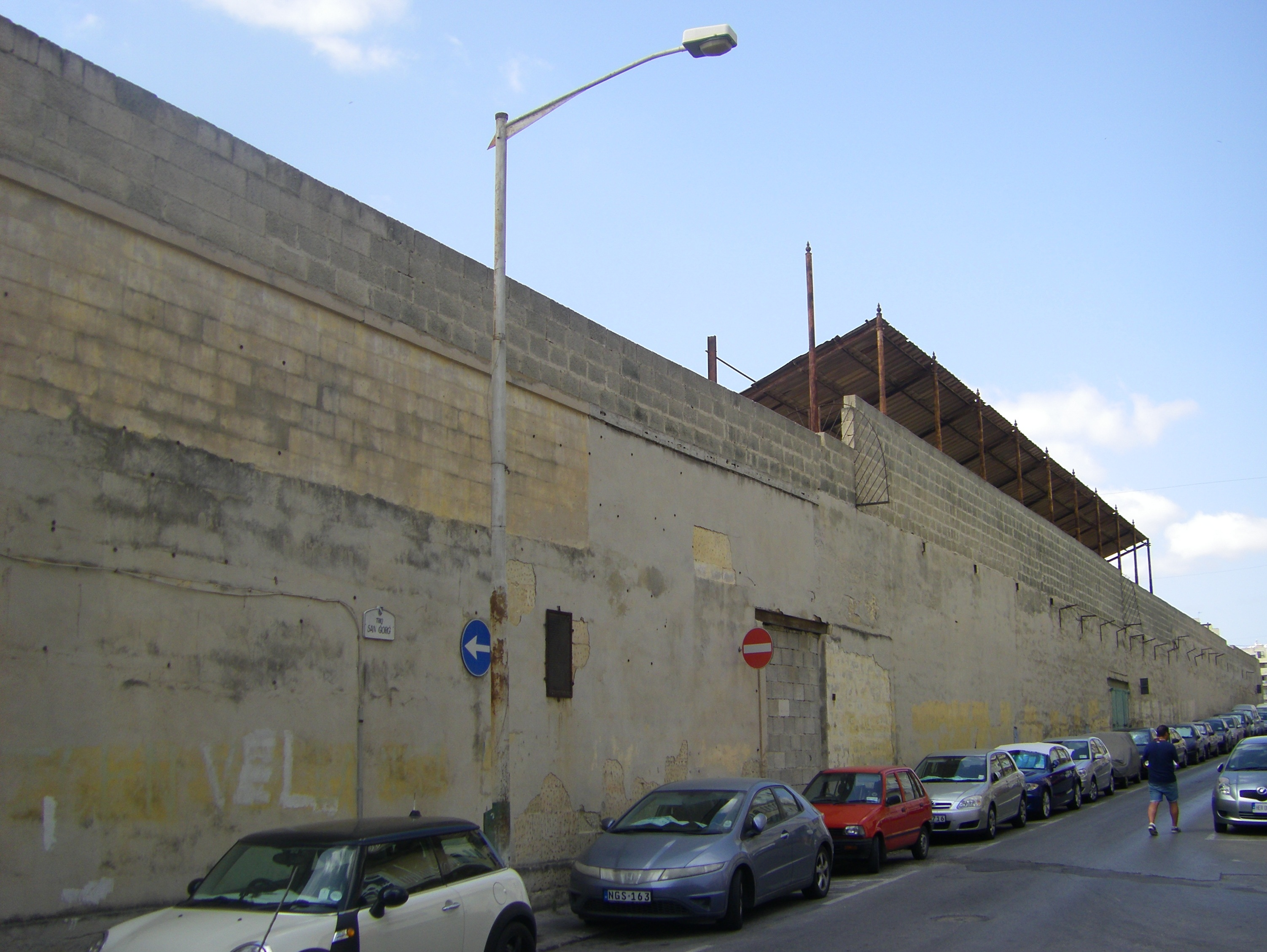
Außenansicht (ehemalige Haupttribüne)

Das Empire Stadium war, bis es 1981 durch das Ta’ Qali-Stadion ersetzt wurde, das Nationalstadion von Malta. Es stand an der Stelle des 1922 eröffneten Empire Sports Ground in Gżira, der als Spielort um die maltesische Fußballmeisterschaft den zehn Jahre zuvor eröffneten Mile End Ground ablöste. Bekannt war es vor allem für sein aus gewalztem Sand bestehendes Spielfeld. Neben internationalen Fußballspielen wurden hier in den 1930er Jahren auch Hunderennen ausgetragen.

## Geschichte
Mit zunehmender Popularität des Fußballs in Malta wurde in den 20er Jahren auch der Wunsch nach geeigneten Austragungsorten größer. Schließlich fand sich in Carmelo Scicluna ein Investor. Er ließ 1922 in Gżira den Empire Sports Ground errichten. Auf Grund der fortschreitenden Professionalisierung und Beliebtheit genügte aber auch der Empire Sports Ground bald nicht mehr den Anforderungen und so wurde gerade einmal elf Jahre nach Eröffnung des Grounds ein Stadion mittlerer Größe errichtet, das den modernen Stadien des englischen Mutterlandes nachempfunden war. Die nun Empire Stadium genannte Spielstätte verfügte über 30.000 Zuschauerplätze und einen hartgewalzten Sandplatz als Spielfläche. Diese ungewöhnliche Oberfläche machte es den europäischen Mannschaften immer wieder schwer, im Empire Stadium ihre gewohnte Spielart einzuhalten. Sie brachte dem Stadion auch den Spitznamen „Hölle von Gżira“ ein. Neben den Teams der ersten Maltesischen Fußballliga trug auch die Nationalmannschaft ihre Spiele hier aus.

## Spiele

### Erstes Länderspiel
Am 24. Februar 1957 fand das erste Länderspiel Maltas (Malta war noch britische Kolonie) im Empire Stadium statt. Die Heimmannschaft unterlag Österreich mit 2:3.

### Das „Jahrhundertspiel“
Kein anderes Länderspiel der maltesischen Fußballnationalmannschaft fand eine so große Aufmerksamkeit und ein derartiges Zuschauerinteresse wie das am 3. Februar 1971 ausgetragene Länderspiel gegen England; den ehemaligen Kolonialisten, von dem Malta rund sieben Jahre vorher die Unabhängigkeit gelang. 
Die Briten haben das Spiel auf Malta, wie auch in vielen anderen Ländern, erheblich beeinflusst und diverse englische Vereinsmannschaften hatten bis dato bereits Gastspiele absolviert, aber noch nie zuvor die Nationalmannschaft.
Der Anstoß fand um drei Uhr am Nachmittag statt, doch bereits um zehn Uhr vormittags machten sich zahlreiche Menschen auf den Weg zum Stadion, das bereits kurz nach Öffnung um zwölf Uhr mittags berstend voll war. Obwohl das Stadion für etwa 15.000 Besucher konzipiert war, hielten sich bereits weit vor dem Anstoß mehr als 30.000 Zuschauer darin auf. Die Zuschauer wussten sich die lange Zeit bis zum Anstoß unter anderem dadurch zu vertreiben, dass sie die englischen Cheerleader mit Orangen bewarfen und Slogans gegen die Engländer sangen. Während des Spiels wurde jeder Fehler der englischen Mannschaft mit gellenden Pfiffen quittiert und jeder eigene Rückpass frenetisch bejubelt. England gewann das Spiel durch ein Tor von Martin Peters in der 35. Minute, doch entscheidenden Anteil am Auswärtssieg hatte auch der englische Torhüter Gordon Banks, der kurz vor Spielende einen Schuss von Joe Cini entschärfte.

### Ein historischer Sieg
Am 23. Februar 1975 gelang Malta durch ein 2:0 über Griechenland sein erster Länderspielsieg in einer EM-Qualifikation. Dieser Sieg wurde seinerzeit auch in der Bundesrepublik Deutschland mit Freude aufgenommen, weil Griechenland und Deutschland sich in der Qualifikation ein Kopf-an-Kopf-Rennen um den Gruppensieg und die Endrundenteilnahme lieferten; die beiden direkten Vergleiche endeten unentschieden und Deutschland gewann die Gruppe 8 am Ende mit zwei Punkten Vorsprung – damals galt für einen Sieg noch die Zweipunkteregel – vor den Griechen.

### Europapokal
Deutschsprachige Mannschaften, die auf dem hiesigen Sandplatz spielten, waren zweimal der Grasshopper Club Zürich, der sich zunächst im UEFA-Pokal 1976/77 (nach einem 7:0-Erfolg auf heimischen Boden) mit 2:0 gegen die Hibernians Paola durchsetzen konnte und zwei Jahre später im Europapokal der Landesmeister 1978/79 mit einem 5:3-Erfolg gegen den FC Valletta (nach einem 8:0 in der Schweiz) das torreichste Spiel in der Europapokalgeschichte des Empire Stadions gestaltete. Bereits im Europapokal der Pokalsieger 1965/66 hatte sich Borussia Dortmund auf dem Weg zu seinem Titelgewinn mit 5:1 gegen den Floriana FC durchsetzen können (das Rückspiel in Dortmund endete 8:0). Ferner spielte Eintracht Frankfurt im UEFA-Pokal 1977/78 auf dem hiesigen Platz und kam dabei gegen die Sliema Wanderers über ein 0:0 nicht hinaus, was nach dem 5:0-Heimspielsieg allerdings zum Weiterkommen auch nicht erforderlich war. Doch auch ganz große Mannschaften des europäischen Vereinsfußballs kamen hier über eine torlose Begegnung nicht hinaus, wie zum Beispiel Manchester United auf seinem Weg zum Titelgewinn im Europapokal der Landesmeister 1967/68 gegen Hibernians Paola, sicherte sich jedoch im Rückspiel mit einem 4:0-Erfolg ebenso das Weiterkommen wie drei Jahre danach der spätere Finalist Real Madrid im Europapokal der Pokalsieger 1970/71, der im Empire Stadium ebenfalls gegen die Hibernians nicht über ein 0:0 hinaus kam, aber das Rückspiel vor heimischem Publikum mit 5:0 gewann.
Weitere ganz große Adressen des europäischen Fußballs, die hier Gastspiele absolvierten, waren unter anderem Juventus Turin (6:0-Sieg gegen den Marsa FC im UEFA-Pokal 1971/72) und der FC Barcelona (2:0-Sieg gegen die Sliema Wanderers im UEFA-Pokal 1980/81) sowie Inter Mailand, die hier gleich zweimal antraten und sich mit einem 1:0-Sieg gegen den FC Valletta im UEFA-Pokal 1972/73 und einem 3:1-Erfolg gegen den Floriana FC im Europapokal der Pokalsieger 1978/79 schadlos hielten. 
Zu den größten Erfolgen des maltesischen Fußballs gehören Siege wie das 1:0 der Sliema Wanderers gegen Panathinaikos Athen im Europapokal der Landesmeister 1965/66 (nach einem 1:4 in Griechenland) und das 2:1 der Wanderers gegen Boavista Porto im Europapokal der Pokalsieger 1979/80 (Rückspiel 0:8) sowie ein 1:0-Erfolg des Floriana FC gegen Ferencváros Budapest im Europapokal der Pokalsieger 1972/73 (Rückspiel 0:6).
Der erste ganz große Erfolg des maltesischen Fußballs stellte sich im Europapokal der Pokalsieger 1968/69 ein, als die Sliema Wanderers sich gegen den luxemburgischen Pokalsieger US Rumelange durchsetzen konnten. Nach einem 1:2 in Luxemburg genügte den Wanderers aufgrund der Auswärtstorregel ein 1:0 im Empire Stadium zum erstmaligen Einzug einer maltesischen Mannschaft in die zweite Runde eines europäischen Fußballwettbewerbs aufgrund einer sportlichen Qualifikation, nachdem der Hibernians FC bereits im Europapokal der Pokalsieger 1962/63 die zweite Runde wegen des Nichtantritts seines Erstrundengegners, Olympiakos Piräus, erreichen konnte. Ein doppelter Erfolg für den maltesischen Fußball stellte sich in der Saison 1971/72 ein, als die Wanderers sich im Europapokal der Landesmeister gegen den isländischen Vertreter ÍA Akranes durchsetzen konnten. Weil der isländische Meister sein Heimrecht abgetreten hatte, fanden beide Spiele im Empire Stadium statt, die mit 4:0 und 0:0 zu Gunsten der Wanderers endeten. In der zweiten Runde scheiterte Sliema Wanderers am Vorjahresfinalisten Celtic Glasgow, der auch im laufenden Wettbewerb bis ins Halbfinale vorstoßen konnte, mit 0:5 und 1:2. In der Qualifikation des Europapokals der Pokalsieger derselben Saison konnte sich Hibernians Paola gegen ein anderes isländisches Team – Fram Reykjavík, das ebenfalls sein Heimrecht aufgegeben hatte – mit 3:0 und 0:2 durchsetzen. In der ersten Runde scheiterten die Hibernians dann etwas unglücklich mit 0:0 und 0:1 gegen Steaua Bukarest.

## Schließung
Nach Zerwürfnissen des maltesischen Fußballverbandes MFA mit der Regierung des Inselstaates richteten die Regierung und MFA in den siebziger Jahren jeweils eigene Länderspiele aus. Das führte schließlich dazu, dass die Regierung ohne Mitsprache der MFA ein neues, 'eigenes' Stadion errichten ließ, das Ta’ Qali-Stadion in Attard. Nachdem Verband und Regierung sich wieder geeinigt hatten, beschloss auch die MFA in das wesentlich modernere und attraktivere Ta’ Qali-Stadion umzuziehen. 
Die internationale Geschichte des Stadions endete mit den Spielen der ersten Runde der Europapokalsaison 1981/82 bei der, wie üblich die maltesischen Vereine ausschieden. Den Anfang machte am 16. September 1981 Meister Hibernians FC mit einer achtbaren 1:2-Niederlage vor 5000 Zusehern gegen Roter Stern Belgrad, bei der die Gäste erst in letzter Minute den von vielen als nicht unbedingt verdient angesehenen Siegtreffer erzielten. Am 23. September folgte im Europapokal der Pokalsieger der FC Floriana mit einer 1:3-Niederlage gegen den späteren Finalisten Standard Lüttich. Bei den Rückspielen verloren Hibernians und Floriana auf Rasen deutlich mit 1:8 bzw. 0:9. Der Abschluss der internationalen Geschichte geschah am 30. September mit der UEFA-Pokal-Rückrundenbegegnung der Sliema Wanderers gegen Aris Thessaloniki mit einer 2:4-Niederlage – nach einem 0:4 in Griechenland – der gerade noch 1.800 Leute beiwohnten. 
In den kommenden Jahrzehnten wurde das Empire Stadium weitgehend sich selbst überlassen, und es verfiel zusehends. Der Sandplatz war schon bald nicht mehr unter dem wildwachsenden Gras zu erkennen. Im Jahr 2019 wurden die letzten Restbauten des Stadions abgetragen.